# Яким (ім'я)
Яким — чоловіче особове ім'я  біблійного походження, українська офіційна форма церковного Йоаким, яке походить від єврейського Йехоякім (івр. ‏‏יהוֹיָקִים), що означає «створений Богом».

## Написання імені Яким різними мовами
- рос. Аким,
- укр. Яким,
- біл. Якім,
- дан. і нім. Achim,
- порт. Achym,
- серб. Aćim,
- фін. і норв. Akim,
- порт. Jaquim,
- чеськ. Jáchym
- швед. Kim,

## Варіанти імені Яким
- Яким (значення)